# Ihre beste Stunde – Drehbuch einer Heldin
Ihre beste Stunde – Drehbuch einer Heldin (Originaltitel: Their Finest) ist ein britisches Filmdrama von Lone Scherfig aus dem Jahr 2016.

## Handlung
Catrin Cole lebt in wilder Ehe mit Ellis Cole in London, dessen Nachnamen sie angenommen hat. Im Kriegsjahr 1940 tritt sie eine Stelle beim britischen Informationsministerium an, dessen Propagandafilme der Nation nach der Niederlage der britischen Armee in Europa wieder Mut und Hoffnung geben sollen. Catrin ist dafür zuständig, den Filmen eine weiblichere Note zu geben, damit sich vor allem auch die vielen Mütter und Ehefrauen, deren Söhne und Ehemänner sich im Krieg befinden, mit dem Kampf gegen Hitlerdeutschland identifizieren können. Kurz nach Catrins Einstellung wird der junge Tom Buckley damit beauftragt, einen Film über die heldenhafte Rettung einiger Soldaten vom Strand Dünkirchens zu drehen. Da die Geschichte vermeintlich auf einer wahren Begebenheit beruht und von Zwillingsschwestern handelt, die den Kutter ihres trinksüchtigen Vaters entwendet haben, um möglichst viele Soldaten vom Festland zu retten, nimmt Tom zusätzlich Catrin mit in sein Team auf. Als Catrin sich jedoch die tatsächlichen Vorkommnisse hinter der Heldentat bei Dünkirchen von den beiden Schwestern schildern lässt, beschließt sie, die Wahrheit zu verschweigen und sich mit den ihr zur Verfügung stehenden Mitteln für eine stärkere Gleichberechtigung in der patriarchal geprägten Gesellschaft der 1940er Jahre einzusetzen.

## Produktion
Die Premiere des Films erfolgte auf dem Toronto International Film Festival 2016.

## Besetzung und Synchronisation
Die deutschsprachige Synchronisation des Films entstand bei der Neue Tonfilm München. Verfasserin des Dialogbuchs war Marina Rehm, als Dialogregisseurin war Solveig Duda tätig, die auch die Rolle der Phyl Moore sprach.
| Rolle                                                        | Darsteller       | Synchronsprecher        |
| ------------------------------------------------------------ | ---------------- | ----------------------- |
| Catrin Cole, Sekretärin, jetzt Drehbuchautorin               | Gemma Arterton   | Laura Maire             |
| Tom Buckley, Drehbuchautor                                   | Sam Claflin      | Louis Friedemann Thiele |
| Ambrose Hilliard, alternder Schauspieler                     | Bill Nighy       | Frank Glaubrecht        |
| Ellis Cole, Künstler, vermeintlicher Ehemann von Catrin Cole | Jack Huston      | Stefan Günther          |
| Sammy Smith, Filmagent von Ambrose Hilliard                  | Eddie Marsan     | Kai Taschner            |
| Sophie Smith, Schwester von Sammy Smith                      | Helen McCrory    | Carin C. Tietze         |
| Phyl Moore, Beobachterin aus dem Informationsministerium     | Rachael Stirling | Solveig Duda            |
| Roger Swain, Filmverantwortlicher im Informationsministerium | Richard E. Grant | Hans-Georg Panczak      |
| Raymond Parfitt, älterer Drehbuchautor                       | Paul Ritter      | Philipp Moog            |
| Carl Lundbeck, Soldat, „Pflichtamerikaner“ im Propagandafilm | Jake Lacy        | Manuel Straube          |

## Kritiken
„Scherfig, die mit „An Education“ bereits ihr Händchen für englische Romanzen mit Period-Flair bewiesen hat, beschwört lebhaft den Gemeinschaftssinn der Filmemacher, die dem Blitzkrieg trotzen. Die Dialoge stecken voller Epigramme, die verschmitzt davon künden, wie man sich mit den Absurditäten des Kriegsalltags einrichtet. Der Erzählton ist warmherzig und behaglich, verschließt sich aber nicht den Härten der Zeit.“